# ليتل سامي ديفيس
ليتل سامي ديفيس (بالإنجليزية: Little Sammy Davis)‏ هو موسيقي أمريكي، ولد في 28 نوفمبر 1928 في وينونا في الولايات المتحدة، وتوفي في 16 فبراير 2018 في ميدلتاون في الولايات المتحدة بسبب قصور القلب.

## وصلات خارجية
- ليتل سامي ديفيس على موقع ميوزك برينز (الإنجليزية)
- ليتل سامي ديفيس على موقع أول ميوزيك (الإنجليزية)
- ليتل سامي ديفيس على موقع ديسكوغز (الإنجليزية)